# Carmen Vidal
Carmen Vidal Ballester (28 de junio de 1915 - 10 de febrero de 2003) fue la fundadora de la firma Germaine de Capuccini, una de las empresas de cosmética profesional de mayor prestigio en el mundo. Desde que era una niña, siempre se sintió atraída por la belleza, la moda y, sobre todo, el cuidado de la piel.

## Biografía
Hija de padres españoles, Carmen nació en Reghaïa, una población al norte de Argelia. Su infancia transcurrió entre ambos países, viviendo durante varios años en España. 
En su adolescencia, regresó a Argelia con su padre, estancia que marcaría su futuro de forma decisiva. Descubrió cómo las mujeres de aquel país se maquillaban, elaboraban sus propias cremas y ungüentos a base de productos naturales y hierbas. A finales de 1932 regresó a España y comenzó a poner en práctica todo lo aprendido. Recién cumplidos los 20 años conoció al que sería su marido, Vicente Vidal, con el que tuvo cuatro hijos.
Durante la década de los cuarenta, en plena posguerra, tuvo que abandonar todas sus expectativas relacionadas con la estética. Fue a principios de los cincuenta cuando retomó su proyecto y viajó de nuevo a Argelia, donde trabajó como ayudante personal de Madame Fabré, renombrada esteticista de la época, mientras estudiaba enfermería y fisioterapeuta.

### Francia
En 1962 se instaló en Francia donde ingresó en los laboratorios más prestigiosos de París con la idea de avanzar en su profesión y continuar sus estudios de cosmética. Colaboró como articulista en la revista ELLE donde compartía sus conocimientos de belleza y compaginó los estudios con un trabajo de enfermera que le permitió abrir una pequeña peluquería y salón de belleza en Alcoy, donde estaba instalada su familia.
Los primeros cosméticos y cremas que ella misma fabricaba, se basaban en materias primas básicas totalmente naturales como aceite de almendras dulces, esperma de ballena, aguacate, agua de rosas, cera de abejas, germen de trigo o caléndula.

## Creación de Germaine de Capuccini
A finales de los sesenta Carmen dejó París para reunirse con su familia y cumplir su sueño: transformar la peluquería en un instituto de belleza con fabricación propia. Fue entonces cuando nació su marca: Germaine de Capuccini. 
Germaine era el nombre francés por el que la conocían en París, y Capucine era una de las actrices más famosas de aquellos años y que representaba un auténtico ideal de belleza para ella. Carmen Vidal dio con el nombre idóneo en una época marcada por la difícil situación económica y política de España en los años 60. Su vocación de internacionalización, desde el inicio, sugirió esta bella creación que aúna el francés y el italiano y que sugiere elegancia, exquisitez y modernidad. Un ideario aspiracional que reclamaba la mujer del momento, la cual suspiraba por la belleza, la alta sociedad y el glamour que iconos procedentes de Europa y Estados Unidos como Grace Kelly y Ava Gardner representaron a la perfección, y por supuesto la actriz y modelo francesa Capucine.
Los secretos de belleza aprendidos en Argel durante su infancia junto con las técnicas cosméticas y el savoir faire adquiridos en París, habrían de convertirse en el estandarte de una de las empresas de cosmética profesional de mayor prestigio en el mundo: Germaine de Capuccini.
En 1976 la compañía pasó a ser una sociedad anónima.

## Influencia
Carmen Vidal fue una visionaria: creó una empresa dedicada a la estética profesional y a las necesidades de la mujer, siendo una de las pioneras en la profesionalización del sector de la belleza y la estética en España. Carmen realizó una enorme labor social, ofreciendo a la mujer de los años 60 y 70 una formación y un oficio, el de esteticista, lo que supuso de algún modo el inicio de la emancipación femenina.
Carmen Vidal está considerada la creadora del primer Imperio Cosmético en España, equiparándola con nombres como Elizabeth Arden, Estée Lauder, Helena Rubinstein y las hermanas Carita, un reconocimiento publicado en el n.º 263 de la Revista Marie Claire, en el reportaje “Con ellas llegó la Revolución”.